# Françoise Etchegaray
Pour les articles homonymes, voir Etchegaray.
Françoise Etchegaray  est une productrice et réalisatrice française née en 1951.

## Biographie
Françoise Etchegaray débute au cinéma comme régisseuse et assistante de Jean Eustache, Pierre Zucca et Jean-Luc Godard. Elle entre ensuite dans l'équipe de production du film d'Éric Rohmer Le Rayon vert, réalisateur qu'elle retrouve sur Conte de printemps et Conte d'hiver. Elle reprend en 1993 une longue collaboration comme productrice à part entière de la société du Losange avec Éric Rohmer pour L'Arbre, le Maire et la Médiathèque.

## Filmographie

### Réalisatrice
- 1980 : Des icônes dans le Vercors (documentaire TV)
- 1986 : Haute école (court-métrage)
- 1992 : La Règle du je
- 1995 : Sept en attente
- 1999 : Cinéma de notre temps: Philippe Garrel, portrait d'un artiste (série TV)
- 2011 : La dernière odyssée de la Jeanne  (documentaire)

### Productrice
- 1993 : L'Arbre, le Maire et la Médiathèque (également actrice) d'Éric Rohmer
- 1995 : Les Rendez-vous de Paris d'Éric Rohmer
- 1996 : Conte d'été d'Éric Rohmer
- 1998 : Conte d'automne d'Éric Rohmer
- 2001 : L'Anglaise et le duc d'Éric Rohmer
- 2004 : Triple agent d'Éric Rohmer
- 2007 : Les Amours d'Astrée et de Céladon d'Éric Rohmer

## Ouvrage
- Contes des mille et un Rohmer, Exils, 2020.